# Delfina Gómez Álvarez
Delfina Gómez Álvarez (Texcoco, Estado de México; 15 de noviembre de 1962) es una educadora y política mexicana, miembro del partido Morena. Desde el 16 de septiembre de 2023 se desempeña como gobernadora del Estado de México, siendo la primera mujer en ocupar el cargo.
Ocupó la presidencia municipal de Texcoco, de 2013 a 2015, como parte del partido Movimiento Ciudadano. Posteriormente, fue diputada federal por el distrito 38 del Estado de México de 2015-2018 y candidata a gobernadora del Estado de México en las elecciones estatales de 2017, siendo la primera delegada federal de los programas de bienestar del mismo estado durante 2018-2021. Fue secretaria de Educación Pública de México de 2021 a 2022, durante el gobierno de Andrés Manuel López Obrador. El 7 de septiembre de 2022, fue nombrada senadora del Congreso de la Unión por el Estado de México, cargo del que solicitó licencia a finales de ese año para poder postularse nuevamente como candidata a la gubernatura del Estado de México en las elecciones llevadas a cabo el 4 de junio de 2023.

## Biografía

### Primeros años
Álvarez se graduó como licenciada en educación básica de la Universidad Pedagógica Nacional, habiendo cursado dichos estudios entre 1983 y 1986. Tiempo después, cursó una Maestría en Educación, con especialidad en Administración de Instituciones Educativas, en el Instituto Tecnológico y de Estudios Superiores de Monterrey.
Fue maestra de educación primaria durante la mayor parte de su carrera profesional, desempeñándose como tal desde 1982 hasta 1999. De 1998 a 2012, fue Subdirectora Auxiliar de Proyectos en la Secretaría de Educación del Estado de México. De 2002 a 2012, fungió como directora del Centro Escolar «Nezahualcóyotl», ubicado en la ciudad de Texcoco.

## Carrera política

### Presidenta Municipal de Texcoco
En 2012, fue postulada como candidata a la presidencia municipal de Texcoco en representación de los partidos Movimiento Ciudadano y Partido del Trabajo en las elecciones de ese año, aunque en ese momento ella no militaba en partido político alguno; resultando electa frente a los candidatos del PRD, Constanzo de la Vega Membrillo y del PRI, Manuel Cadena Morales. Desempeñó el cargo hasta el mes de febrero de 2015 en que solicitó licencia para buscar la candidatura del Movimiento Regeneración Nacional a diputada federal por el distrito 38 del Estado de México. Postulada para el mismo, fue elegida para la LXIII Legislatura para el periodo de 2015 a 2018.

#### Cobro de diezmos
El Tribunal Electoral del Poder Judicial de la Federación, durante su gestión como alcaldesa de Texcoco, encontró culpable a Morena por «la utilización de un esquema de financiamiento paralelo para apoyar sus actividades ordinarias y financiarse Morena, mediante la retención del 10% del salario de los trabajadores del municipio de Texcoco y del Sistema del Desarrollo Integral para la Familia (DIF) de ese municipio». Como consecuencia su partido fue multado por 4 millones 529 mil 224 pesos.
En enero de 2022, la Sala Superior del Tribunal Electoral del Poder Judicial de la Federación resolvió multar con 4 millones de pesos a Morena, por operar una red de financiamiento ilegal.

#### Autoliquidación
El diario El Economista publicó una nota sobre una autoliquidación de manera ilegal de la ex presidente municipal de Texcoco, en la que se informó que el 16 de enero de 2015 se otorgó un pago de 217 mil 279 pesos brutos como parte de una «gratificación extraordinaria» y, posteriormente, se asignó 220 mil 191 pesos como «finiquito laboral».
Gómez Álvarez manifestó ante medios de comunicación que el monto asignado fue de acuerdo a la ley en esos casos, además de ser reportada la cantidad en su declaración patrimonial correspondiente.

### Primera candidatura a la gubernatura de Estado de México
El 11 de julio de 2016, el líder nacional de Morena Andrés Manuel López Obrador, anunció que Gómez sería su candidata a la gubernatura del estado en las elecciones del siguiente año. En consecuencia el 15 de enero de 2017 solicitó licencia al cargo de diputada para aceptar la postulación de Morena como candidata a gobernadora del Estado de México para las elecciones de 2017, las cuales perdió.

### Secretaria de Educación Pública
El 20 de diciembre de 2020, fue nominada por el presidente Andrés Manuel López Obrador como secretaria de Educación Pública. Luego de que Esteban Moctezuma Barragán fue ratificado como embajador de México ante Estados Unidos, Gómez asumió el cargo el 15 de febrero de 2021. El 4 de agosto de 2022, se anunció que sería nuevamente la candidata de Morena en la elección a la gubernatura del Estado de México de 2023; el 15 de agosto se dio a conocer que Leticia Ramírez Amaya sería su sucesora al frente de la secretaría de Educación Pública, cargo del que se despidió el 29 de agosto, en el marco del inicio del nuevo ciclo escolar.

#### Irregularidades durante su gestión en la SEP
El 29 de enero de 2023, la Auditoría Superior de la Federación publicó un informe en el que señaló observaciones en la Secretaría de Educación Pública que podrían ascender hasta los 830 millones de pesos durante el periodo en el que Delfina Gómez fue secretaria. El 21 de febrero, se detectó que la Secretaría de Educación Pública, bajo la administración de Delfina Gómez, destinó 13 mil 549.5 millones de pesos al programa «La Escuela es Nuestra», pero la Auditoría Superior de la Federación no encontró evidencia de mejora en los planteles ni de compra de equipo, pero detectó anomalías como pagos duplicados, pese a todas estas inconsistencias, para el ejercicio fiscal 2022 Delfina Gómez solicitó a la Junta de Coordinación Política de la Cámara de Diputados que el presupuesto para dicho programa se incrementara a 32 mil millones de pesos, más del doble que en 2021.
Al respecto, Andrés Manuel López Obrador se refirió a Gómez Álvarez como «una mujer de lucha, con principios, honesta; por eso la invité a que fuese Secretaria de Educación Pública, y le tengo toda la confianza». Igualmente, Gómez Álvarez afirmó ante medios de comunicación que no existe sanción en su contra ni declaración de culpabilidad por el presunto desvío de recursos de la Secretaría de Educación Pública.

### Gobernadora del Estado de México (2023-presente)
Luego de postularse como gobernadora del Estado de México en las elecciones estatales del estado mexiquense de 2023 y ganar el cargo, el 16 de septiembre de 2023 dio inicio como mandataria de dicha entidad.
El 4 de julio de 2024, anunció la llegada del proyecto Barrios Mágicos del Estado de México, llevando la misma dinámica que los existentes Barrios Mágicos de Ciudad de México. De esta manera anunció que dos localidades de Tlalnepantla de Baz serían los primeros con dicha denominación. Finalmente el 27 de septiembre, oficializó a Tenayuca y Santa Cecilia como Barrios Mágicos de la entidad. Al mismo tiempo, introdujo dos Pueblos Mágicos nuevos, Jilotepec y Otumba.